# Черганово
Черга́ново (болг. Черганово) — село в Старозагорській області Болгарії. Входить до складу общини Казанлик.

## Населення
За даними перепису населення 2011 року у селі проживали 972 особи.
Національний склад населення села:
| Національність   | Кількість осіб | Відсоток |
| ---------------- | -------------- | -------- |
| болгари          | 872            | 92,5%    |
| цигани           | 53             | 5,6%     |
| Всього відповіли | 943            |          |

Розподіл населення за віком у 2011 році:
Динаміка населення: